# Royalisme en France au XIXe siècle
Le royalisme en France au XIXe siècle est le courant de pensée qui vise à établir la royauté de manière durable en France comme cela avait été fait avec la monarchie capétienne, soit la mise en place d'une monarchie héréditaire. Les royalistes divergent cependant quant au respect ou non des droits acquis pendant la Révolution française, ce qui scinde les royalistes en deux depuis le retour de Louis XVIII sur le trône.
Le royalisme est tout d'abord mis à l'honneur durant le régime de la Restauration avec des politiciens tous fervents royalistes. Mais ces derniers sont trop attachés aux libertés révolutionnaires pour laisser gouverner Charles X par ordonnances, comme le faisaient les rois de l'Ancien Régime, et le renversent au profit de son cousin éloigné, Louis-Philippe. Cet événement divise les royalistes entre partisans de Louis-Philippe, que l'on appelle orléanistes, et les partisans de Charles X (ainsi que de son fils, le comte de Marnes, et du neveu de celui-ci, le comte de Chambord), que l'on appelle légitimistes. Ces divisions empêchent le retour d'une monarchie bourbonienne après la chute de Louis-Philippe dans une France pourtant monarchiste, les royalistes n'étant pas capables de s'unir.

## Royalisme sous la Restauration

### Ultras-royalistes

#### L'idéologie ultra-royaliste

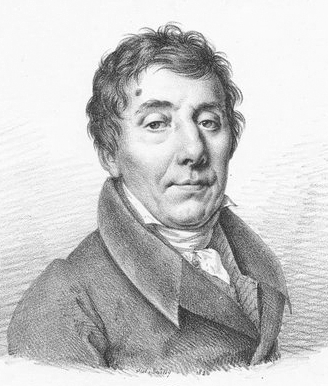
L'un des théoriciens de l'ultra-royalisme : Louis de Bonald.

L'ultra-royalisme est un courant de pensée dont les théoriciens les plus éminents sont Louis de Bonald et Joseph de Maistre et dont le chef emblématique est le comte d'Artois, frère du Roi et futur Charles X, bien secondé par le chef parlementaire de l'ultra-royalisme, Joseph de Villèle. Les ultras sont, en général, des aristocrates ayant subi le sort de l'émigration et voulant retrouver la place qu'ils avaient avant leur exil forcé. Certains veulent récupérer leurs biens qui sont devenus nationaux pendant leur période d'exil, point sur lequel le roi Louis XVIII ne cédera pas.
Les ultra-royalistes sont groupés autour d'une idée : celle d'un retour à l'Ancien Régime. Ils sont « plus royalistes que le Roi » car ils trouvent la charte de 1814 beaucoup trop libérale. Ils nient les libertés révolutionnaires et la Déclaration des droits de l'homme et du citoyen et réclament le retour de « l'antique constitution de la France », soit la société d'ordres et la restauration des privilèges. C'est en fait la pensée contre-révolutionnaire que véhiculent ces ultras, qui défendent une société d'Ancien Régime souvent idéalisée. 
Ils sont en partie favorables à un parlementarisme aristocratique à l'anglaise ; d'autres soutiennent l'absolutisme.
La religion catholique est pour eux le seul ciment de la société, les ultras nient les lois révolutionnaires en les opposant à la divine providence, partant du principe que des lois qui sont régies par Dieu sont des lois naturelles et que des lois faites par des hommes ne sont pas légitimes (en l’occurrence, les lois révolutionnaires). Pour Joseph de Maistre, le système politique repose sur la volonté divine. Il institua le principe des « lois éternelles », signifiant que c'est Dieu qui « prépare les races royales ». Le peuple ne peut qu'accepter les lois promulguées par l'élu de Dieu, qui gouverne en son nom. Tout pouvoir vient donc d'en haut. Il insiste particulièrement sur le rôle de la Divine Providence et considère que c'est à elle d'assurer le gouvernement de chaque roi. Les nations et les hommes doivent se soumettre à des choix qui les dépassent. Louis de Bonald,lui, prône le retour à une société d'ordre monarchique et religieux. Dieu est l'unique détenteur de la souveraineté, le pouvoir n'étant que médiateur entre les hommes et Dieu. Il substitue une Déclaration des droits de Dieu, à la Déclaration des droits de l'homme et du citoyen de 1789, où l'homme n'a que des devoirs et aucun droit. Le pouvoir venant de Dieu, il ne peut être qu'absolu, toute limitation ou dépendance lui est étrangère. Le roi est l'intermédiaire obligatoire entre le pouvoir qui commande et le sujet qui obéit.
Les ultras s'appuient sur une presse importante comme le Conservateur de Chateaubriand et sur des sociétés influentes comme les Chevaliers de la foi. Les ultras sont les premiers parlementaires à s'organiser entre eux, c'est en quelque sorte une ébauche des partis politiques actuels. En effet, les partis politiques au sens actuel du terme n'existaient pas sous la Restauration, ils n'apparaissent qu'au début du XXe siècle pour la plupart en France. Paradoxalement, ce sont ceux qui sont les plus hostiles au régime parlementaire qui vont le plus contribuer à ce que le régime découlant de la charte y ressemble car lors de la chambre introuvable, ils profitent de leur majorité élue pour faire passer un certain nombre de mesures réactionnaires, s'opposant au Roi et au gouvernement.

#### La terreur blanche et la chambre introuvable

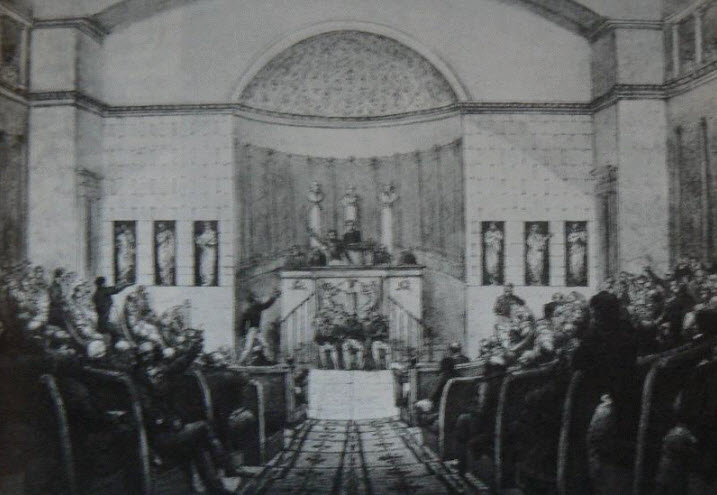
Les députés de la Chambre introuvable

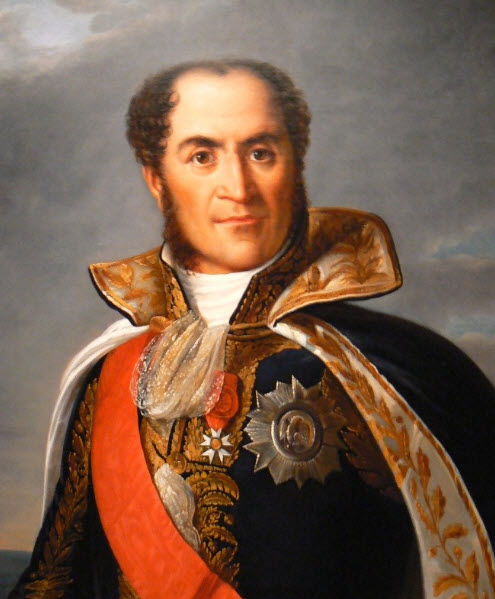
Le maréchal d'Empire Brune est jeté dans le Rhône par la foule royaliste d'Avignon.

Difficilement contenue pendant les Cent-jours et exacerbée par le gouvernement en exil dépourvu de pouvoirs de Gand, la haine des royalistes explose à l’annonce de Waterloo. La Terreur Blanche est un mouvement de réaction contre les bonapartistes et les anciens révolutionnaires, dont la violence rappelle la Terreur jacobine. Il se développe dans le Midi et dans les vieux pays de contre-révolution comme la Vendée, la Bretagne et le Maine. Des bandes de royalistes s’arment et terrorisent le pays. Ils sont connus sous le nom de Verdets car ils portent la cocarde verte, couleur du comte d’Artois, le chef des ultras royalistes. Cette vague de terreur royaliste est parfois sanglante autour de Marseille et de Toulouse, où des dizaines de soldats bonapartistes sont assassinés. Les Verdets y trouvent de nombreuses sympathies. Napoléon avait dû se déguiser lors de son voyage vers l’île d’Elbe, en 1814, afin d’échapper à la fureur des habitants de la vallée du Rhône, majoritairement royalistes. Ainsi, des mouvements populaires et spontanés, très mal contrôlés par l’administration royale, apparaissent. À Marseille, le peuple se soulève et massacre d’anciens Mamelouks de la garde impériale, le 25 juin 1815. À Toulouse, le général Ramel, commandant de cette place forte au nom de Louis XVIII qui avait tenté de désarmer les Verdets, est assassiné le 15 août. À Avignon, le maréchal Brune, héros de l’Empire, est massacré par la foule et jeté dans le Rhône. Toutefois, cette "Terreur" n'a rien de comparable à certains excès de la Révolution.
C'est dans ce contexte qu'ont lieu les élections législatives de 1815, qui voit l'avènement d'une chambre ultra-royaliste. En effet, cette chambre est composée de 350 ultras pour 391 sièges mais Louis XVIII comprend que ce sont les circonstances qui ont amené ces gens au pouvoir et ne compte pas gouverner avec eux, d'où l'expression de chambre introuvable. La Chambre n’est pas constituée de vieux émigrés désireux de revenir à l’Ancien Régime. Sur les 381 députés qui composent la Chambre au début de l’été 1816, on trouve 197 bourgeois d’origine et 8 anoblis de l’Empire, contre seulement 176 nobles de l’Ancien Régime ; il y a 90 anciens émigrés ; la plupart d’entre eux avaient accepté des fonctions militaires ou civiles sous l’Empire. Parmi les bourgeois, on compte 91 hommes de loi, magistrats et avocats et 25 négociants ou industriels. De plus, les députés sont relativement jeunes par rapport aux autres assemblées. En effet, elle ne compte que 45 sexagénaires, et 130 députés ont moins de 45 ans, ce qui signifie qu’ils avaient moins de 20 ans au déclenchement de la Révolution et ont mal connu les privilèges de la noblesse antérieurs à cette époque. Ces jeunes élus, donnent néanmoins, un renouveau au parti ultra si bien qu'il va constituer la "sève" du parti et donner ses couleurs à la droite jusqu'en 1830. Chose remarquable également, il n’y a pas d'ecclésiastique dans cette chambre si soucieuse des intérêts catholiques. Enfin, ce sont, en grande majorité, des hommes nouveaux dans la politique : seuls 61 ont siégé dans de précédentes assemblées. Ce sont autant de caractéristiques qui expliquent l’impulsivité et la maladresse de cette Chambre.
Cette chambre introuvable, va vite se révéler être une chambre clairement contre-révolutionnaire, Louis XVIII les qualifie même d'« extrémistes ». Voulant se venger de l'humiliation des Cent-jours, la chambre se déchaîne en votant des lois réactionnaires. La loi de sûreté générale est décrétée le 29 octobre 1815. Elle est suivie de la loi sur les écrits et discours séditieux (9 novembre) et de celle sur le rétablissement des cours prévôtales (27 décembre). La chambre finit son œuvre en promulguant la loi d’amnistie (12 janvier 1816) qui contraint à l'exil les régicides ayant soutenu les Cent-Jours, suite de l'ordonnance du 24 juillet. La chambre devient de plus en plus opposée à la volonté du gouvernement, notamment sur la question budgétaire. Les ultras estiment que Louis XVIII ne doit pas payer pour les guerres de Napoléon, à la suite des emprunts contractés pour rembourser les autres puissances étrangères. Le gouvernement du duc de Richelieu se hâta de se débarrasser de cette Chambre devenue ingouvernable en faisant clore la session, le 29 avril. La décision de renvoyer la Chambre fut prise au milieu du mois d’août et l’ordonnance signée le 5 septembre. Cette dernière fit avorter en France l’établissement d’un régime parlementaire : la majorité royaliste se disposait à fonder un régime où la volonté du parlement s’imposait au ministère et au roi lui-même.

#### Les années au pouvoir

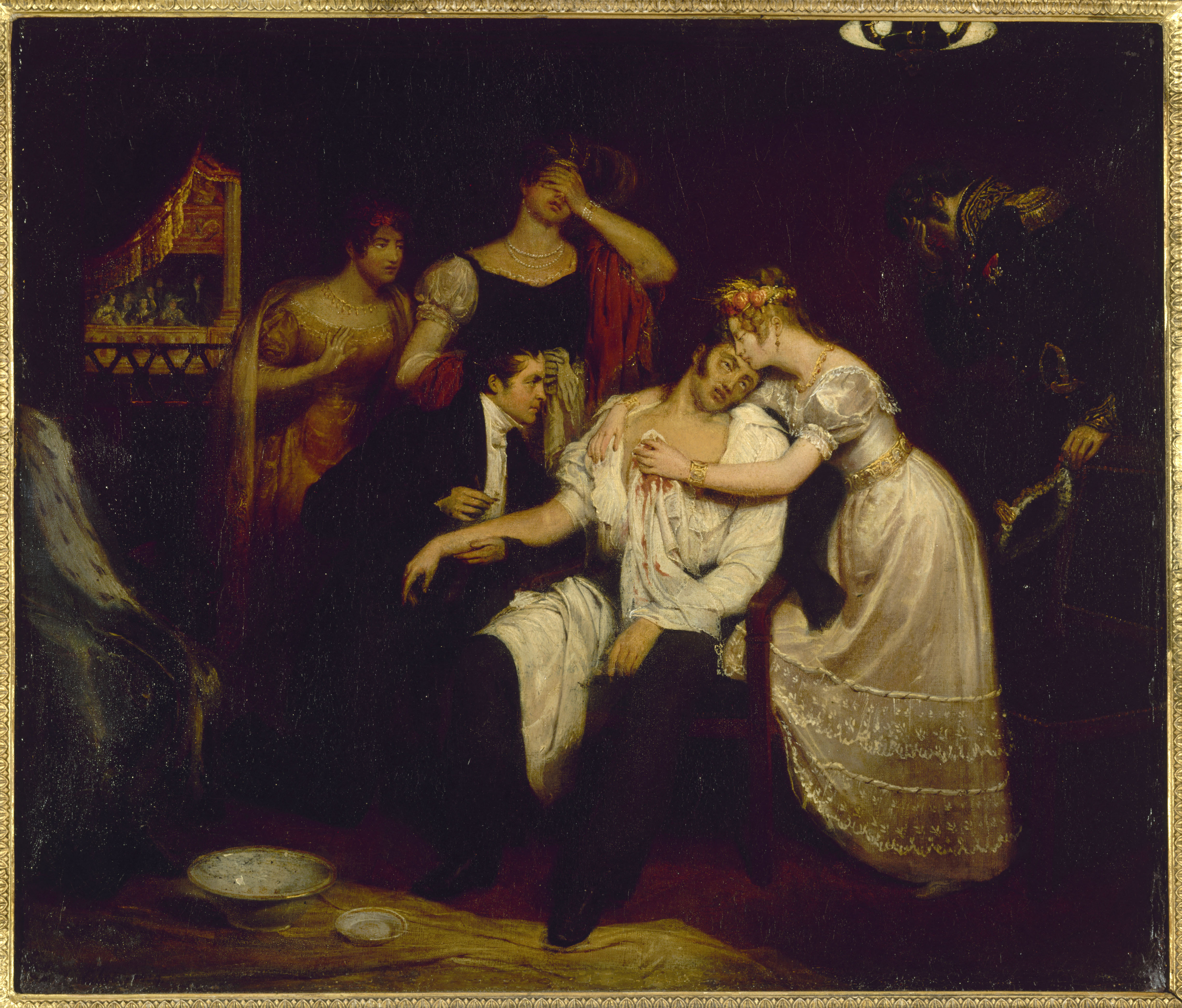
La mort du duc de Berry.

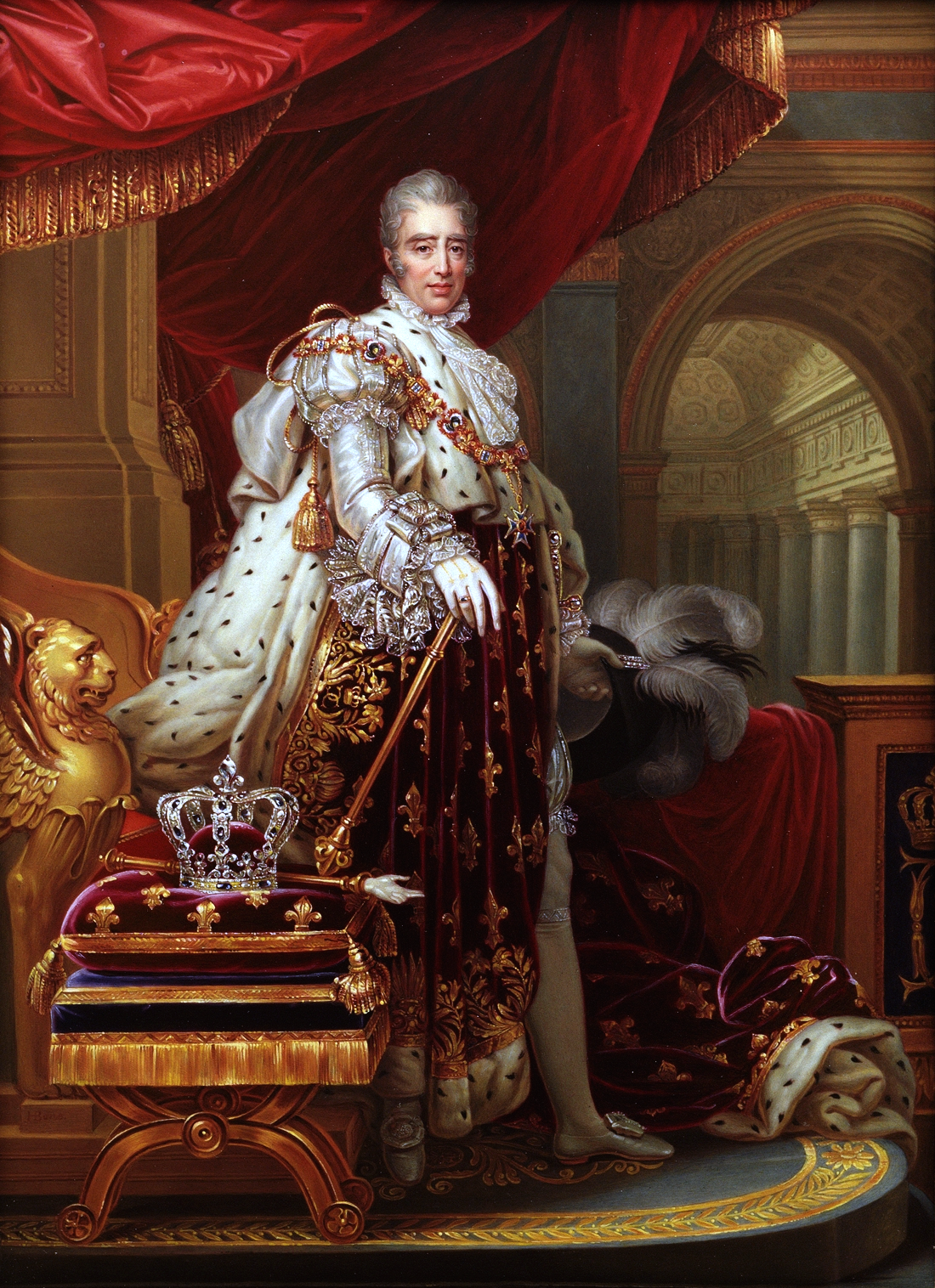
Charles X, arrive sur le trône en septembre 1824.

La période libérale que connaît le régime dès la dissolution de la chambre introuvable est mal tolérée par les ultras. Ainsi, ces derniers restent dans l'opposition pendant un long moment voyant les rangs de leurs ennemis parlementaires croître au fil des élections législatives partielles. Preuve de ce recul des ultras, l'abbé Grégoire, évêque schismatique chargé d'un recensement lors de la révolution est élu lors de partielles.
Un événement inattendu met une fin brutale à la période libérale du régime, à un moment où les tensions avec les ultras se renforcent. Louis XVIII n'ayant pas de descendance, l'avenir de la dynastie inquiète. Son frère, le comte d'Artois a deux fils déjà vieillissants (44 ans et 42 ans), l'aîné n'ayant pas de descendance. Les espoirs reposent donc sur le duc du Berry, qui n'a pour l'instant qu'une fille ; de sa descendance dépend l'avenir de la branche aînée de la dynastie. C'est donc un choc lorsqu'il est assassiné, le 13 février 1820. L'assassinat, perçu comme un régicide et dénoncé comme conséquence d'un complot, est l'occasion pour les ultras de faire tomber Decazes, chef du gouvernement de l'époque, en rendant les réformes libérales responsables du crime. Malgré une tentative de gouvernement de la part de Richelieu, tenant de concilier ultras et constitutionnels, celui-ci est poussé à la démission par l'entourage du roi et par le comte d'Artois.
Le duc de Richelieu est finalement remplacé par Villèle, chef parlementaire des ultras et favori du comte d'Artois. Le ministère Villèle qui débute donc fin 1821 est le plus long de la Restauration, et voit l'application des idées ultras. Ceux qui le composent sont directement choisis par le comte d'Artois qui peut ainsi guider leur politique. L'administration est épurée, et Villèle s'assure dès 1822 que les fonctionnaires encouragent la victoire des candidats ultras,. Étant ministre des Finances, Villèle mène une grande politique d'assainissement, obtenant à une exception près des budgets positifs, et de centralisation de l'administration fiscale. Il pose aussi les bases de mécanismes durables, comme le contrôle des dépenses de l’État par la Cour des comptes. Une autre action forte du ministère est l'engagement de la France aux côtés de la Sainte-Alliance pour rétablir la monarchie absolue en Espagne. Si Villèle y est au départ opposé, les forces à sa droite l'y poussent fortement, et le pays en tire un certain prestige international. Ces victoires permettent également à Villèle de profiter d'un climat très favorable pour dissoudre la Chambre des députés, en 1824, et en faire élire une nouvelle à l'écrasante majorité ultra, destinée à durer sept ans.
Les ultras n'ont plus qu'à attendre tranquillement la mort de Louis XVIII, roi podagre, pour avoir toutes les cartes en main pour gouverner, puisque le successeur désigné de Louis XVIII n'est autre que son frère, chef de file des ultras et véritable icône des verdets, qui avaient organisé des massacres lors de la Terreur blanche de 1815. Lorsque Louis XVIII meurt, en 1824, les ultras ont les mains libres. Une fois que Charles X s'installe sur le trône, les ultras appliquent une politique réactionnaire en accord avec leur idéologie à savoir le déni de la révolution et la mise à l'honneur de la religion catholique.
Charles X, pour consacrer l'alliance entre pouvoir et religion, se fait sacrer roi de France comme le faisaient ses ancêtres ce qui ne manque pas d'ébahir l'opinion mais surtout les députés libéraux. Le ministère Villèle consacre cette action royale avec ses actions politiques. La période voit ainsi plusieurs lois dans le sens d'un déni de la Révolution, notamment celle du « milliard des émigrés », destinée à offrir une compensation aux nobles dont les biens avaient été vendus au titre de biens nationaux. L'héritage de la Révolution est également contesté lors d'importantes cérémonies expiatoires à la mémoire de Louis XVI, mais aussi dans le renforcement de l'« alliance du trône et de l'autel » sous la pression des Chevaliers de la foi. De nombreux évêques sont nommés parmi les nobles, et l'influence de l’Église sur l'éducation s'accroît par l'action de Mgr Frayssinous. L'opinion reste distante face à ce retour en force de l’Église, surtout lorsqu'est adoptée la loi sur le sacrilège, désormais puni de mort. Les ultras, par leur politique, s'aliène le soutien des paysans, notamment par la promulgation de codes sur les forêts en 1827, qui fait craindre à ces derniers un possible retour à l'Ancien Régime.
Villèle subit plusieurs revers : en 1826, la loi qu'il propose sur le droit d'aînesse est rejetée par la Chambre des pairs. Face aux oppositions, caricatures et tribunes publiées par l'opposition, et avec le soutien de Charles X, le chef du gouvernement tente ensuite de faire adopter la « loi de justice et d'amour » visant à entraver plus encore la presse. C'est un nouvel échec. Villèle dissout la Garde Nationale, à la suite d'une revue durant laquelle les soldats ont hué sa politique, ce qui provoque la petite bourgeoisie qui va grossir le flot des opposants. L'un des ministres, Doudeauville, va jusqu'à démissionner en signe de protestation. Dans ce contexte troublé, Villèle tente le tout pour le tout, en nommant 76 nouveaux pairs fidèles au régime, puis en décidant, en novembre, de dissoudre la Chambre des députés. Le ministre espère ainsi obtenir un résultat aussi favorable que celui de 1824, mais ses espoirs sont vains, la droite et la gauche s'alliant pour contrer son ministère. Villèle est contraint à la démission, mettant fin à la politique ultra, qui tentera de resurgir en 1830.

### Royalistes modérés et libéraux

#### Idéologie des royalistes modérés

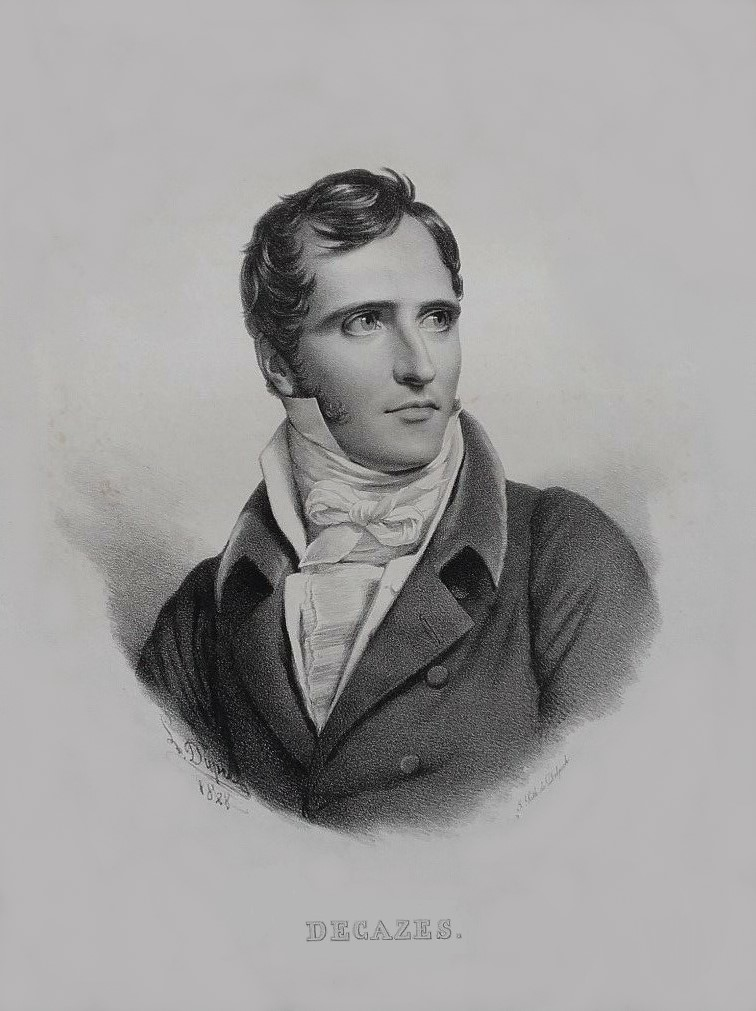
Elie Decazes forme le seul gouvernement libéral de la Restauration.

Les royalistes modérés sont divisés en trois parties distinctes : le centre-droit, acceptant la charte comme rempart contre la dictature des masses, et qui a pour chef principal Élie Decazes ; le centre-gauche, que l'on appelle les doctrinaires, qui veulent réconcilier monarchie et idées révolutionnaires et qui a pour têtes pensantes Guizot et Royer-Collard ; puis la gauche, considérée comme les libéraux, ayant comme chef Benjamin Constant, prônant une charte plus progressive et le retour du drapeau tricolore tout en dénonçant le rôle important que prend le clergé dans le régime ainsi que tout autoritarisme du monarque. Leur idéal commun était de faire cohabiter un roi qui aurait loyalement accepté les acquis de la Révolution, et qui régnerait dans un esprit libéral, et une chambre élue qui l'assisterait de ses conseils. Elle devait être désignée par un collège électoral très limité, où les propriétaires et les gens instruits formeraient sinon la totalité du moins une très grande majorité.
Ces notables, quasiment tous issus de la bourgeoisie, acceptent globalement la charte de 1814, considérée comme garante des libertés individuelles et de l'héritage révolutionnaire qu'ils revendiquent en partie. Ils acceptent tous sans réticences le suffrage censitaire en opposition au suffrage universel jugé dangereux puisqu'à l'origine de la terreur jacobine. Ces hommes, malgré leurs apparences progressistes, sont tous royalistes et ne croient pas en une autre forme de gouvernement qu'une monarchie constitutionnelle. Une république est pour eux impossible après les excès de la fin du XVIIIe siècle. Les constitutionnels disposent d'organes de presse puissants tels que le Censeur, La Minerve, Le Constitutionnel et Le Globe.

#### Les années au pouvoir
Durant les élections législatives qui suivent la fin de la « Chambre introuvable », Decazes s'assure que la candidature des royalistes modérés soit soutenue par les préfets. Candidatures officielles et nomination par le roi des présidents des conseils électoraux permettent également d'assurer une défaite des ultras, qui survient en toute logique. Richelieu et Decazes (le premier quittant le gouvernement en 1818) se lancent donc dans une politique plus libérale tout en réaffirmant le pouvoir du roi.
La nouvelle ligne politique consiste donc à procéder par réformes à une ouverture libérale, tout en soutenant le pouvoir du roi et en réaffirmant son autorité vis-à-vis des ultras. Cette démarche se concrétise par la multiplication dans le royaume des œuvres d'art dédiées à Louis XVIII. Ceci permet d'implanter l'image et l'autorité du souverain dans tout le pays. L'entreprise libérale passe par plusieurs grandes réformes : c'est notamment le cas de la loi Lainé (février 1817), loi visant à créer des conditions électorales en accord avec la Charte. Se retrouvent en mesure de voter les hommes de plus de 30 ans payant 300 francs d'impôt, et en mesure d'être élus les hommes de plus de 40 ans payant 1 000 francs. Concrètement, cette loi crée un corps électoral réduit, constitué de personnes plus âgées dans un pays où la jeunesse forme une grande partie de la population ; elle donne accès au vote à de petits industriels, commerçants et propriétaires formant une classe moyenne que les ultras soupçonnent d'être trop portée vers les idées libérales. Ils lui préfèrent des élections plus démocratiques, mais à plusieurs degrés, visant à donner le dernier mot à de gros propriétaires. Les libéraux, en revanche, considèrent la loi Lainé comme un fondement du régime. Cette loi prend le gouvernement à contre-pied : lors des élections partielles suivantes, les ultras, ainsi que les ministériels perdent une douzaine de sièges face à l'opposition de gauche. Ce libéralisme trouve toutefois des limites, comme lorsque l'abbé Henri Grégoire, ancien conventionnel et proche des régicides, est élu à Grenoble avec les voix d'ultras pratiquant la politique du pire : l'émoi provoqué par cette élection conduit à son invalidation.
Ce libéralisme s'incarne aussi dans la loi Gouvion-Saint-Cyr qui organise le recrutement militaire par tirage au sort. Les nobles n’entrent plus automatiquement en tant qu’officier. Lorsque Decazes dirige le gouvernement à partir de 1818, il tente de donner un tour plus libéral encore à la politique du gouvernement. Le gouvernement favorise le développement économique et la liberté de la presse en abolissant la censure (lois de Serre). La presse n'avait plus été libre depuis la Terreur ; elle se voit l'objet de trois lois qui garantissent que l'expression d'une opinion ne devient pas criminelle en étant publique, et que par conséquent, ne doivent être punies que les opinions transgressant la loi. La publication devient libre après déclaration. L'armature ainsi établie perdure sous différentes formes jusqu'en 1881. Cette réforme est saisie par les ultras qui se servent de la presse pour critiquer le gouvernement. Peu à peu également, les républicains, qui ont fait leur entrée à la Chambre en 1818, réaffirment leur opposition au principe même de la Restauration. Decazes se retrouve ainsi dans une position délicate. L'assassinat du Duc de Berry en 1820, provoque un retour des ultras et l'exclusion des royalistes constitutionnels du gouvernement, considérés comme les responsables des événements. Durant le gouvernement Decazes, la libéralisation du régime profite à l'aile gauche et centre-gauche des constitutionnels, qui deviennent le véritable rempart de la charte et de l'héritage révolutionnaire face aux ultras.

#### L'opposition frontale aux ultras

Les Trois Glorieuses provoquent la chute de Charles X

Après une période de restructuration, les royalistes modérés bénéficient d’une nouvelle génération de libéraux, d’historiens comme Augustin Thierry, Michelet ou Guizot, qui prônent le déclin de l’aristocratie. Deux avocats, Thiers et Mignet publient des histoires de la Révolution française. Le philosophe Cousin anime le journal libéral Le Globe en 1824. Ils ont le soutien de la bourgeoisie parisienne, Laffite et Casimir Perier en tête. Ces libéraux s’opposent aux ultras. Cette jeune génération critique de plus en plus la politique de Villèle et ses mesures réactionnaires. C'est dans ce contexte que Villèle dissout la chambre des députés en 1827, pensant que l'opinion est favorable à sa politique. C'est sans compter sur la jeune génération libérale, qui s'est préparée à cette élection. La campagne est activement menée, notamment par Guizot avec l'aide de sa société Aide-toi, le ciel t'aidera et les modérés, par opportunisme politique, s'allient aux mécontents de droite de la politique de Villèle comme Chateaubriand. Les élections sont un triomphe pour eux.
Martignac est le chef du nouveau ministère. Il mène pendant une année une politique libérale, en s'attaquant notamment aux jésuites et en limitant les congrégations religieuses dans l’enseignement. La loi sur la presse de juillet 1828 adoucit également le régime. Sur le plan extérieur, le ministère renforce l'influence de la France grâce à La Ferronnays, qui soutient l'expédition de Morée et la cause de l'indépendance grecque. Cependant, Martignac perd rapidement le peu de considération que lui accordait Charles X, notamment à cause de ses initiatives menées contre l’Église. La rupture entre le souverain et ses ministres est claire dès novembre 1828, lorsqu'il revient sur le limogeage de fonctionnaires soutiens de Villèle et le souverain renvoie Martignac durant l'été 1829, pour nommer Jules de Polignac.
Ancien émigré, Polignac rassemble au sein de son gouvernement des tenants de l'ultracisme dans sa forme la plus pure. L'Intérieur est ainsi confié à La Bourdonnaye, particulièrement lié aux excès de la Terreur blanche, tandis que la Guerre revient au comte de Bourmont, ancien chouan. On retrouve également des villélistes au sein du gouvernement. Ces nominations font grand bruit dans la presse, y compris aux yeux de certains ultras comme Chateaubriand qui quitte son poste pour ne pas servir un tel ministère. L'opposition constitutionnelle n'approuve pas ce ministère et s'incarne dans des banquets qui se multiplient, et durant lesquels les grandes figures libérales sont célébrées. On y acclame la Charte plus que le roi, comme un défi à l'encontre de Polignac. Alors que le gouvernement se divise (La Bourdonnaye démissionne ainsi rapidement), l'idée d'un changement de dynastie en faveur des Orléans circule de plus belle, avec pour objectif de pérenniser la monarchie constitutionnelle, qui semble compromise par les Bourbons. Dans le même temps, le pouvoir et la chambre entrent en conflit durant le mois de mars 1830. Royer-Collard rédige une pétition contre la politique royale, signée par 221 députés sur 402 : l’Adresse des 221. Charles X dissout la Chambre, les ministres modérés démissionnent. Mais les ultras ne retrouvent pas la majorité espérée, il est trop tard, l’opposition passe de 221 à 274.
Le 25 juillet, Charles X suspend la liberté de la presse, dissout la Chambre et réduit le nombre des électeurs par les quatre ordonnances de Saint-Cloud. Les nouvelles élections sont fixées en septembre. Pour l’opinion, c’est un véritable coup d’État. L’atmosphère est tendue. Le 27 juillet, des journalistes protestent. Les députés sont alors passifs. Mais le climat tendu, agité par les Républicains et anciens carbonari qui organisent la foule parisienne, déclenche les « Trois Glorieuses ». Dès le soir du 27 juillet, des barricades se dressent dans Paris. Les chefs libéraux monarchistes, tels que Guizot, Casimir Perier ou encore La Fayette tentent de négocier avec Charles X, puis, devant l'évolution des émeutes, décident de reprendre en main le mouvement par crainte de l'avènement d'une République. Quant au souverain, il tente en vain de redresser la situation en retirant les ordonnances et en formant le ministère Mortemart, qui ne voit pas le jour. La monarchie de Juillet est finalement proclamée avec l'avènement de Louis-Philippe à la lieutenance générale du royaume. Les modérés ont gagné l'épreuve de force face aux ultras.

## Royalisme sous la monarchie de Juillet

### L'orléanisme

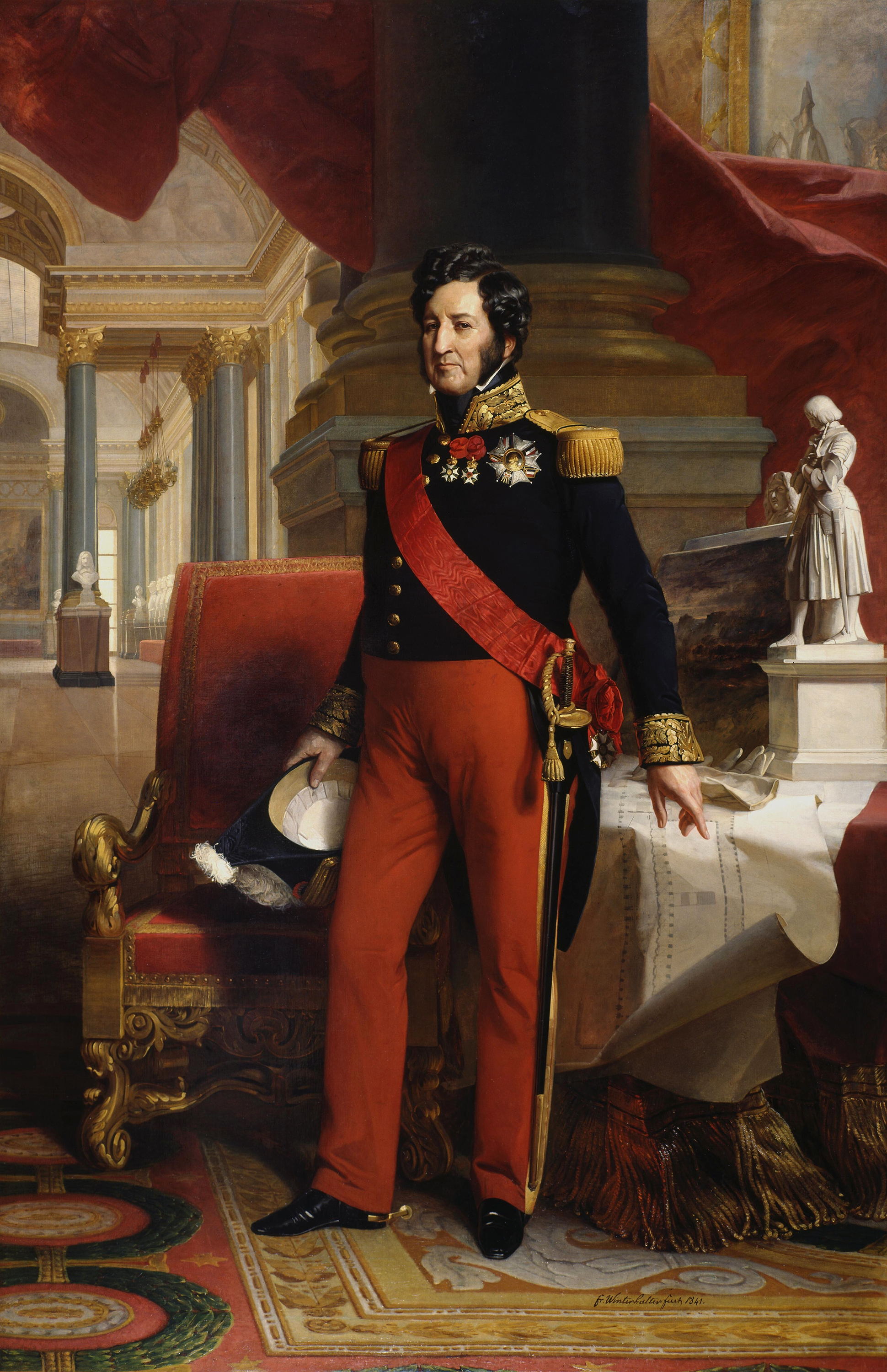
L'orléanisme est un courant prônant comme roi Louis-Philippe

L'orléanisme est surtout le nom donné au mouvement d'adhésion à Louis-Philippe et à la branche d'Orléans en général. Il correspond à une vision politique intégrant les acquis révolutionnaires de 1789, mais souhaitant l'exercice des libertés et la canalisation réaliste des poussées sociales intempestives dans le cadre d'une monarchie constitutionnelle. L'orléanisme fut d'abord un courant touchant au libéralisme conservateur. Après 1830, les orléanistes s'opposent donc aux légitimistes, pour lesquels la Révolution a brisé l'ordre monarchique multiséculaire. Le courant politique de l’orléanisme ne saurait se résumer à une sorte de dynastie. L’orléanisme est d’abord une conception assez moderne et laïcisée de la monarchie qui n’est plus de droit divin et qui, ce qui est le plus fondamental, trouve son origine dans la volonté populaire. Les orléanistes sont plus volontiers défenseurs du libéralisme que de la personne du Roi. Le serment prêté à la Charte remplace le sacre. C’est un véritable régime constitutionnel inspiré du modèle anglais (qui a conservé le sacre) et qui remplace un régime dominé par l’autorité du Roi en monarque absolu. L’orléanisme s’appuie dès lors sur le Parlement avec une formation en système bicaméral.

#### L'orléanisme conservateur

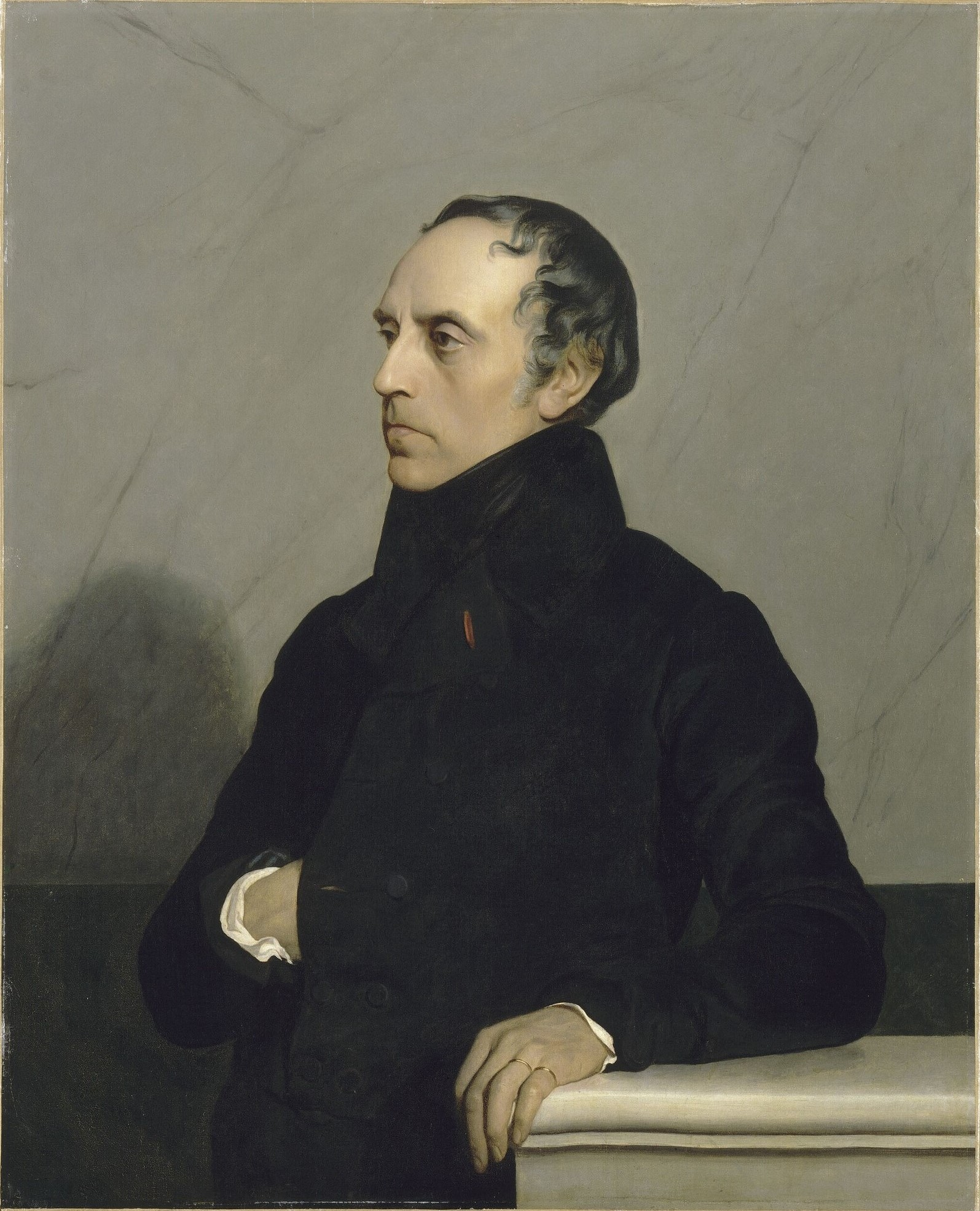
François Guizot, chef officieux du parti de la résistance.

L'orléanisme conservateur est défini comme le parti de la résistance par les historiens. Il estime que l’essentiel a été accompli avec la Charte de 1830. Il accède au pouvoir avec Casimir Perier et y restera pour l'essentiel jusqu'à la fin du règne, mettant en œuvre une politique modérée et bourgeoise désignée sous le nom de « juste milieu ».
Ce parti est mené par Guizot et Casimir Perier, et pense que la révolution de Juillet n’est qu’une parenthèse faite pour rétablir l’ordre et la légalité après le coup d’État de Charles X. Le parti de la résistance met fin aux attentes de changements. Casimir Perier, à la tête du gouvernement depuis mars 1831, fait intervenir contre les canuts lyonnais, l’armée. Cette révolte se passe dans les quartiers ouvriers de Lyon. Les émeutiers brandissent le drapeau noir en scandant « vivre en travaillant ou mourir en combattant ». Le ministre de l’instruction publique, Guizot, avec sa loi de 1833 pense répondre aux demandes des populations. Cette loi impose à toutes les communes de posséder une école primaire gratuite pour les plus pauvres. Mais cette loi montre aussi que le peuple n’est pas bien encadré. Le parti de la « résistance » commence vraiment à avoir une place importante à partir de 1840 jusqu’en 1848. Ces huit ans sont le grand moment de Guizot qui est l’un des leaders du parti. Guizot va dominer le nouveau gouvernement. Il impose une politique étrangère pacifique et une politique intérieure conservatrice. Ce gouvernement est impopulaire en 1840 car pour consolider le régime, le gouvernement n’hésite pas à corrompre le Parlement. Aux élections de 1842, le gouvernement Guizot s’impose grâce à une conjoncture économique favorable. Guizot protège les intérêts de la classe moyenne. Guizot a une célèbre formule « enrichissez-vous par le travail et par l’épargne ». Il prononce ces mots en 1843. Ces mots traduisent son refus de changer les bases du système censitaire.
Dans un célèbre discours, prononcé lors du débat sur les fonds secrets qui se tient à la Chambre des députés les 24 et 25 mars 1836, peu après l'avènement du premier ministère Thiers, Guizot justifie la politique de résistance en récusant son assimilation au conservatisme « C'est vous, Messieurs, s'écrie-t-il à l'adresse du centre gauche, qui traînez dans une ornière ; c'est vous qui répétez ce qu'on disait dans d'autres temps, sans vous apercevoir que tout est changé autour de vous, que la société est changée, que ses besoins sont changés. C'est nous, nous qui avons l'intelligence des temps nouveaux… (mouvements divers). Oui, Messieurs, c'est nous. Je comprends très bien que vous pensiez autrement ; c'est de quoi je vous accuse. […] Je vous accuse de n'avoir pas compris ce qui s'est passé en France depuis quarante ans, je vous accuse d'être en arrière (mouvement prolongé). »
Les principales forces du parti de la Résistance sont les doctrinaires, dont le leader est François Guizot : ces doctrinaires, dit la duchesse de Maillé, « qui n'ont pas de doctrine, sont des hommes spéciaux, positifs comme l'habitude du travail et des hommes en crée chaque jour […] Ils cherchent à mettre la réalité dans la politique à la place de l'imagination. Je suis donc bien aise de les voir au pouvoir pour ma tranquillité, car derrière eux je ne vois que le règne du sabre ou la république. […] Ce que l'on veut dans ce pays-ci, ce qui fait le mouvement de notre époque depuis 1789, c'est […] l'émancipation de la classe moyenne, la destruction des droits de naissance, l'égalité des droits et des charges parmi les gens qui possèdent. »

#### L'orléanisme progressiste
Les orléanistes progressistes sont regroupés au sein d'un parti: le Parti du Mouvement qui lui-même est composé de tendances que sont l'opposition dynastique et le centre-gauche de Thiers. Les orléanistes progressistes estiment que la Charte d’août 1830 n’était qu’une étape vers un régime plus démocratique et sont favorables à toutes les mesures permettant l’extension du pouvoir de suffrage, notamment par un abaissement du cens d'élection et/ou d'éligibilité. Sur le plan extérieur ils sont favorables à une politique visant à favoriser l'émancipation des nationalités cherchant à se dégager des tutelles étrangères. Le parti du Mouvement est au pouvoir dans un premier temps jusqu’au mois de mars 1831, avec le banquier Jacques Laffitte.
Ce parti est mené par Jacques Laffitte et Odilon Barrot. Ce parti voit dans la révolution de juillet le départ d’une évolution libérale. Le leader de ce parti est Adolphe Thiers. Il a aidé Louis-Philippe dans la chute de Charles X. Il entre donc au Conseil d’État. Thiers fait envoyer l’armée, en 1834 après la loi contre les associations à Lyon dans un premier temps puis dans toutes les villes, où des soulèvements ont lieu. À la suite de l’attentat de Fieschi, commis le 28 juillet 1835, sous l’impulsion de Thiers, le gouvernement profite de l’occasion pour voter des lois qui répriment sévèrement les délits de presse. En 1840, Thiers est désavoué par le roi, à la suite d'un traité qui est contraire aux intentions de la France, Thiers est obligé de démissionner. Cette démission marque le début de la fin du parti du mouvement.
Le premier ministère est dominé par le parti du mouvement. Ce parti prépare les lois de 1831 qui permettent de renforcer le système actuel. Grâce à ces lois les conseils municipaux sont élus par les plus grands des communes. Ces lois permettent à un plus grand nombre de personnes de voter et permettent aussi de modifier le mode d’élection des députés et l’hérédité de la pairie est abolie.

### Le légitimisme

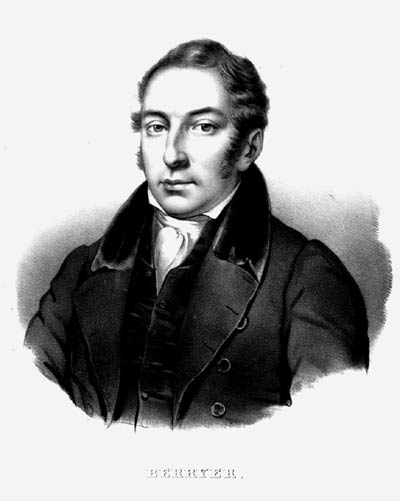
Berryer est le leader parlementaire légitimiste pendant la monarchie de Juillet

Le légitimisme est un mouvement politique français favorable au rétablissement de la royauté dans la personne de l’aîné des Capétiens, donc le chef de la maison de Bourbon, prévu par les lois fondamentales de succession « de mâle en mâle par ordre de primogéniture » et d'indisponibilité de la Couronne. Opposant au bonapartisme et à l’orléanisme, ce mouvement, essentiellement dynastique, né au début du XIXe siècle, a influencé la politique française pendant une grande partie du XIXe siècle. Le légitimisme est né en 1830, lors de la prise du pouvoir par Louis-Philippe, avec les royalistes partisans de la branche aînée des Capétiens, représentée par le roi Charles X (de 1824 à 1836), puis par son fils le comte de Marnes (pour les légitimistes, le « roi Louis XIX », de 1836 à 1844), et enfin par le neveu de ce dernier, qui porte d'abord le titre de duc de Bordeaux puis celui de comte de Chambord (pour les légitimistes, le « roi Henri V » de 1844 à 1883).
Au début de la monarchie de Juillet, 53 députés fidèles démissionnèrent pour ne pas avoir à prêter serment. L'hostilité des légitimistes se marqua par une vague de démissions qui ne fit que devancer une considérable épuration : ainsi, les pairs nommés par Charles X furent exclus par une loi, et d'autres furent déchus pour refus de serment. Sur 86 préfets, seuls 3 restèrent en place. Le parti légitimiste, bien que comptant en son sein de grandes capacités fut ainsi écarté de l'expérience de la gestion. Par ailleurs, le gouvernement de Juillet disposait d'une arme vis-à-vis des plus faibles et des plus pauvres : la réintégration sous condition de ralliement que Molé pratiqua à partir de 1838. Mais les premières années du régime sont marquées par une série de tracasseries antilégitimistes et de menées anticléricales qui crée chez les légitimistes un sentiment de persécution, qui atteint un pic en 1831, avec le lancement d'un mandat par le préfet de police Baude contre l'archevêque de Paris, Mgr de Quelen, suivi de toute une série de brutales perquisitions policières dans toute la France. Ulcérés, les légitimistes ripostèrent par la satire dans des revues comme La Mode ou Le Revenant, le refus de participer aux cérémonies officielles, le repli sur soi. Lors des élections du 5 juillet 1831, les légitimistes jouèrent le jeu du combat d'opinion. Ainsi, essais et brochures diffusent leurs thèmes (décentralisation, libertés, suffrage élargi, défense de la religion) et attaquèrent avec violence les autorités en place. En dépit de leur faible nombre, les députés légitimistes, dont Berryer, tentèrent d'infléchir à la chambre le cours des événements. La duchesse de Berry, qui avait suivi son beau-père le roi Charles X et la cour en exil retourna clandestinement en France en 1832, où elle débarqua dans la nuit du 28 au 29 avril. Elle tenta de relancer les guerres de Vendée et de rallier la population à sa cause.
La mobilisation locale fut assez faible, et l'opération échoua rapidement. La duchesse chercha refuge dans une maison de Nantes mais trahie par Simon Deutz, fut arrêtée le 8 novembre 1832 par la gendarmerie, dirigée par Adolphe Thiers qui, depuis le 11 octobre, venait de remplacer Montalivet au ministère de l'Intérieur.

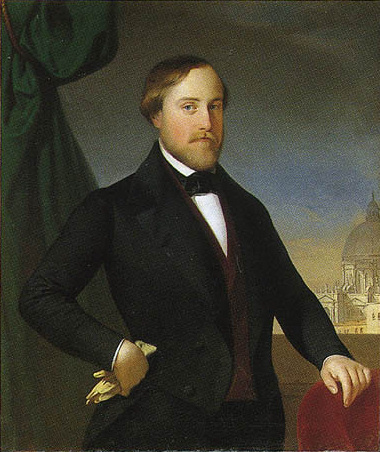
Le « comte de Chambord » devient le prétendant légitimiste après la mort de son oncle.

L'échec de la tentative de révolte de la duchesse de Berry ouvrit cependant la voie au déploiement d'une stratégie parlementaire de conquête du pouvoir. De fait, les légitimistes participèrent de façon croissante à la vie politique du pays et s'impliquèrent activement pour les législatives de 1834. L'abstentionnisme légitimiste déclina rapidement. Une déclaration royaliste fut publiée le 26 avril 1834 dans La Gazette de France et dans La Quotidienne, et des alliances furent nouées avec l'opposition dynastique voire avec les républicains pour réclamer une extension du suffrage. Le résultat fut réconfortant pour les légitimistes qui remportèrent 29 collèges, notamment dans le Midi provençal et languedocien, dans le Massif central et dans le Nord. Lors des élections locales, sur 2045 conseillers généraux, les légitimistes obtinrent, selon M. de Changy, 187 sièges en 1833, 215 en 1836, 229 en 1839. Les ferments de renouveau du légitimisme ne contribuaient pas à sa cohésion. Le considérable succès de la revue L’Écho de la Jeune France, animée par le jeune et brillant Alfred de Nettement, provoqua des divergences. Soutenue par des comités locaux, cette revue qui alliait défense de la religion, du royalisme, de la liberté et promotion du romantisme, entretint une ferveur autour du duc de Bordeaux, en particulier par la diffusion d'objets et de gravures. Les royalistes de la Jeune France reconnaissaient la validité de l'abdication de Charles X et de la renonciation de son fils. Mais l'entourage de ces derniers ne considéra pas favorablement le transfert des hommages au duc de Bordeaux. Le débat n'était pas seulement juridique mais politique. Les partisans de la reconnaissance d'« Henri V », Châteaubriand en tête, voulaient saisir l'opportunité de promouvoir une royauté rénovée alors que les partisans de la nullité de l'abdication avaient une conception plus traditionnelle de la monarchie. La figure de Berryer s'imposa peu à peu à la Chambre des députés mais le renforcement du régime et l'inaction de Charles X et de son fils fut préjudiciable à l'essor du mouvement légitimiste.
Dans les années 1840, le courant légitimiste entre en crise. Cinq tendances entrent en concurrence les unes avec les autres. Une tendance absolutiste modérée acceptant globalement le legs de l'Ancien Régime et privilégiant l'action militaire sur l'action politique, c'est la tendance défendue par le duc de Blacas ; une tendance traditionaliste agraire, dominante dans l'Ouest, étrangère au jeu politique, volontiers abstentionniste, et lorsqu'elle ne l'est pas, hostile à toute alliance électorale ; elle n'exclut pas l'éventualité d'une insurrection ; une tendance libérale parlementaire, qui joue le jeu d'une contestation modérée dans le système et, avec Berryer, préfère les alliances avec la gauche orléaniste que les ententes carlo-républicaines ; une tendance conservatrice parlementaire sinon prête au ralliement, du moins favorable à une entente avec les orléanistes conservateurs ; une tendance radicale, nationaliste et gallicane, sceptique sur les chances de l'action parlementaire et en principe hostile à toute insurrection, sensible à l'esprit démocratique, se baptisant royaliste nationale, entraînée par l'Abbé de Genoude. En 1842, la crise entre ces différents courants se traduit par un éclatement du comité légitimiste dont plusieurs membres démissionnent, Noailles et les royalistes conservateurs parlementaires suivi de Villèle et des royalistes nationaux. Finalement, ces deux courants sont réintégrés et les élections du 9 juillet 1842 ne sont pas un échec pour les légitimistes qui obtiennent 28 sièges.
Le comte de Chambord entra en politique à la fin de 1843. À la fin de cette année, il convoque en effet à Londres ses partisans. Entre novembre et décembre, le prince reçoit avec Châteaubriand, ses fidèles : députés et pairs de France, journalistes qui laisseront des récits hagiographiques, délégations, notamment d'ouvriers et beaucoup de vieux noms de France. En tout, un millier de "pèlerins" défilent dans sa résidence de Belgrave square. Le prince ne tranche pas entre les différentes lignes mais il réussit à rassembler autour de sa personne les différentes tendances du légitimisme. Le 4 juin 1844, avec la mort de son oncle, il est reconnu « roi » par tous les légitimistes. Néanmoins, ces points positifs pour les légitimistes n'empêchèrent pas leur défaite aux élections du 1er août 1846. En effet, la défense intransigeante du catholicisme irrita les électeurs les moins favorables au cléricalisme, certains catholiques préférèrent voter pour des orléanistes conservateurs catholiques comme Falloux et les discours démocratiques de Genoude désorientèrent certains autres. D'abord favorables à la campagne des banquets qui prônait un élargissement du suffrage, les légitimistes, y compris les royalistes nationaux, s'inquiètent d'un possible dérapage révolutionnaire.

## Royalisme de 1848 à 1870

### Républicains du lendemain et parti de l'Ordre
Après la chute de la monarchie de Juillet, certains légitimistes et orléanistes envisagèrent de pousser le rapprochement jusqu'à la constitution d'un mouvement royaliste unifié. Thiers fut peut-être l'inventeur de cette idée que s'approprièrent les orléanistes conservateurs comme Guizot ou Molé. Les princes d'Orléans se rallieraient à « Henri V », ce dernier ferait d'eux ses héritiers. Mais nombre de légitimistes refusèrent ce projet, en dépit de la bienveillance[Quoi ?] du comte de Chambord. En 1850, à la mort de Louis-Philippe, il fait célébrer une messe à la mémoire du défunt et écrit à sa veuve, la reine Marie-Amélie. Des démarches sont accomplies entre les deux familles, mais leur union ne se réalise pas. Certains fils de Louis-Philippe voient défavorablement ce rapprochement. De fait, la plupart des royalistes légitimistes et orléanistes se rassemblent au sein du parti de l'ordre mais ils ne parviennent pas à définir d'action commune et ils ne peuvent empêcher la proclamation du Second Empire. Nombre de légitimistes n'ont d'ailleurs jamais voulu rejoindre le parti de l'ordre et se sont réjouis de la chute des orléanistes en devenant pour certains des républicains, ceux que l'on a appelé les républicains du lendemain.

### Les royalistes sous le Second Empire
Les orléanistes font partie de l’opposition, quelques-uns sont proscrits, de plus le parti orléaniste est surtout touché par le décret du 22 janvier 1852 qui confisque les biens de la famille Orléans (le « premier vol de l’Aigle » selon Dupin) nourrit le dégout pour le despotisme. Sous le second Empire, l’orléanisme approfondit sa réflexion institutionnelle, leur opposition est conçue de salons fait de boutades et de satires mais surtout en travaillant à des ouvrages d’histoire et de politique. Les grandes réformes doctrinales de ce parti ont été écrites et publiées sous le second Empire comme des Vues sur le gouvernement de la France du duc de Broglie en 1859, La politique libérale de Charles de Rémusat en 1860 ou encore La France nouvelle de Prévost-Paradol en 1868. Ce renouveau de la doctrine orléaniste se fait sur plusieurs principes communs mais aussi inédits tel que l’acceptation raisonnée du suffrage universel à condition d’avoir deux assemblées ; ils adhèrent à la décentralisation (délégation du pouvoir aux régions) afin de réformer l’Etat ; ils veulent aussi combattre contre la dégradation des mœurs et restaurer le jeu des institutions représentatives. Aussi le parti orléaniste exprime son indifférence de plus en plus renforcé sur la forme du régime pourvu que l’ordre soit respecté et combiné avec les libertés publiques, et une fusion entre tous les monarchistes est tentée mais elle n’arrive pas à terme. Les légitimistes, quant à eux, n’occupent que peu de place dans l’Empire car les ralliements à ce dernier se multiplient et les légitimistes sont toujours divisés, bien que l’Académie française et le faubourg Saint Germain leur restent favorables.

## Royalisme sous la Troisième République

### Premiers temps

Le comte de Chambord.

Le 8 juin 1871, l'Assemblée abolit les lois bannissant de France les Bourbons. En juillet 1871, le « comte de Chambord » revient pour quelques jours dans cette France qu'il a dû quitter en 1830. Mais en juillet 1871, le comte de Chambord diffère une rencontre avec le comte de Paris, ce qui déçoit les orléanistes. Il reçoit le 5 juillet 1871 une délégation des députés royalistes réunissant les héritiers de trois des plus grandes maisons de la monarchie, Gontaut-Biron, La Rochefoucauld-Bisaccia et Maillé, ainsi que Mgr Dupanloup, évêque et député d'Orléans, afin de le convaincre d'adopter le drapeau tricolore. Mais le prince reçoit également à Chambord de nombreux représentants de ses partisans de toutes classes sociales et ces entretiens avec eux le persuadent que le peuple de France n'est pas si attaché au drapeau tricolore. Il quitte la France et lance un manifeste publié dans L'Union du 8 juillet dans lequel il déclare :

« Je ne puis oublier que le droit monarchique est le patrimoine de la nation, ni décliner les devoirs qu'il m'impose envers elle. Ces devoirs, je les remplirai, croyez-en ma parole d'honnête homme et de roi. […] Je suis prêt à tout pour relever mon pays de ses ruines et à reprendre son rang dans le monde ; le seul sacrifice que je ne puis lui faire, c'est celui de mon honneur. […] je ne laisserai pas arracher de mes mains l'étendard d'Henri IV, de François Ier et de Jeanne d'Arc. […] Je l'ai reçu comme un dépôt sacré du vieux roi mon aïeul, mourant en exil ; il a toujours été pour moi inséparable du souvenir de la patrie absente ; il a flotté sur mon berceau, je veux qu'il ombrage ma tombe. »

Globalement, cette lettre suscite l'incompréhension et Daniel Halévy dira à son propos : « Ce prince, qui faisait écho aux stances d'un poète, faisait-il son devoir de roi ? Les Allemands étaient à Saint-Denis, le trésor était vide, chaque minute avait son exigence. Quel Capétien l'eût compris ? [...] Chambord n'était pas un homme de l'ancienne France, son acte ne se relie en rien à la tradition toute réaliste de nos rois. Chambord est un enfant des émigrés, un lecteur de Chateaubriand. [...] La décision du comte de Chambord est, dans son ordre, un acte révolutionnaire : par elle, un des plus solides appuis des anciennes classes dirigeantes est brisé [...]. Par elle, la Monarchie française quitte terre, devient légende et mythe. » Les légitimistes se divisent, certains publiant une note collective pour affirmer leur attachement au drapeau tricolore. Adolphe Thiers affirme que le comte de Chambord est le fondateur de la république et que la postérité le nommera le « Washington français ». Le vicomte de Meaux affirme dans ses souvenirs que si le comte de Chambord était resté à Chambord, y avait reçu les princes d'Orléans, et s'était dit prêt à s'entendre avec l'assemblée la plus monarchiste que le pays pût élire, la royauté aurait rapidement été restaurée.
Le 4 octobre 1873, les députés royalistes nomment une commission chargée de s'entendre avec le comte de Chambord sur un projet de future constitution, préalable au vote de la restauration de la monarchie. La commission désigne le député des Basses-Pyrénées Charles Chesnelong pour rencontrer le prétendant. Le 14 octobre 1873, à Salzbourg, le comte de Chambord approuve le projet constitutionnel libéral et parlementaire que lui expose Chesnelong. Le prince ne soulève aucune objection aux lignes déjà esquissées : la reconnaissance du droit royal héréditaire comme partie intégrante du droit national et non placé au-dessus de lui, l'élaboration d'une constitution discutée par l'Assemblée et non octroyée par le roi, la séparation des pouvoirs et le bicaméralisme, la responsabilité politique des ministres, la garantie des libertés civiles et religieuses. Au sujet du drapeau, les deux hommes conviennent d'un texte indiquant que le comte de Chambord « se réserve de présenter au pays et il se fait fort d'obtenir de lui par ses représentants, à l'heure qu'il jugera convenable, une solution compatible avec son honneur et qu'il croit de nature à satisfaire l'Assemblée et la Nation. » Le comte de Chambord n'a cependant pas caché à son interlocuteur qu'il n'accepterait jamais le drapeau tricolore.

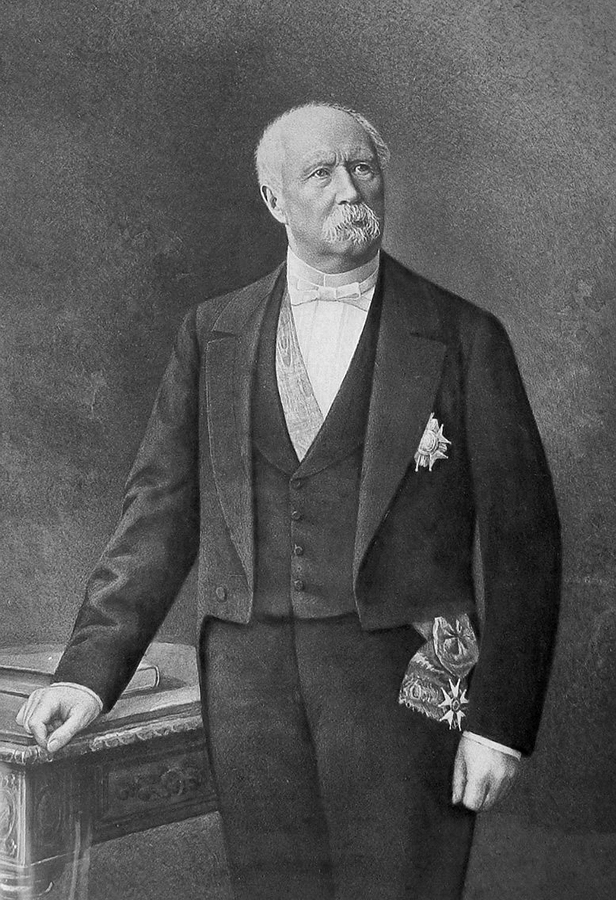
Mac-Mahon, légitimiste, est élu président de la république en 1873, après la démission de Thiers.

L'accession au trône du comte de Chambord paraît très proche d'aboutir. Alphonse Daudet écrit : « Qu'il vienne vite, notre Henri… On se languit tant de le voir. » La commission prépare un texte qui sera soumis au vote dès la première séance de l'Assemblée le 5 novembre et qui affirme dans son article premier que « la monarchie nationale, héréditaire et constitutionnelle est le gouvernement de la France ». À la fin d'octobre 1873, on commence à préparer le retour du roi en France
Le duc Gaston d'Audiffret-Pasquier entend en informer les Français par un communiqué de presse qui mentionne que des modifications du drapeau ne pourraient être apportées que par l'accord du roi et de la représentation nationale, sans parler de remplacement. Or, le comte de Chambord est prêt à accepter provisoirement le drapeau tricolore à condition qu'on lui laisse l'initiative de pouvoir le modifier ou d'en proposer un autre une fois revenu sur le trône. De plus, le procès-verbal d'une réunion des députés du centre-droit rédigé par Charles Savary prête au comte de Chambord des propos qu'il n'a pas tenus lors de son entrevue avec Chesnelong, à savoir qu'il saluerait « avec bonheur » le drapeau tricolore à son entrée en France. Le compte-rendu de Savary fut comparé à la dépêche d'Ems par ceux qui pensèrent qu'elle visait précisément à provoquer une réaction du « comte de Chambord » pour faire échouer la restauration.
Du fait de la déformation des paroles du « comte de Chambord » par Charles Savary, certains journaux vont jusqu'à dire que le comte de Chambord s'est définitivement rallié au tricolore. Ne voulant pas être lié, le prétendant décide alors de démentir cette interprétation dans une Lettre à Chesnelong du 27 octobre 1873, qu'il fait publier dans le journal légitimiste L'Union. Il y constate que « l'opinion publique, emportée par un courant que je déplore, a prétendu que je consentais enfin à devenir le roi légitime de la révolution. [...] Les prétentions de la veille me donnent la mesure des exigences du lendemain, et je ne puis consentir à inaugurer un règne réparateur et fort par un acte de faiblesse. » Le comte de Chambord réaffirme son attachement au drapeau blanc. Ne pouvant plus espérer obtenir une majorité, la commission qui préparait la restauration de la monarchie met fin à ses travaux le 31 octobre.
Le comte de Chambord, qui ne s'attendait pas à ce résultat, fait alors une démarche pour ressaisir ses chances : il se rend incognito en France le 9 novembre 1873 et s'installe à Versailles, 5 rue Saint-Louis, chez un de ses partisans, le comte de Vanssay. Le 12 novembre, il fait demander par le duc de Blacas à rencontrer le maréchal de Mac Mahon, président de la République. Il songe sans doute entrer à la chambre des députés, appuyé au bras du président, et obtenir des parlementaires enthousiastes la restauration de la monarchie. Mais Mac Mahon se refuse à rencontrer le comte de Chambord, en estimant que son devoir de chef de l'exécutif le lui interdit. Dans la nuit du 20 novembre, l'Assemblée, qui ignore que le comte de Chambord est en France, vote le mandat présidentiel de sept ans, prolongeant ainsi les pouvoirs de Mac Mahon. Pour les orléanistes, ce délai doit permettre d'attendre la mort du « comte de Chambord », après laquelle son cousin, Philippe d'Orléans, comte de Paris, petit-fils de Louis-Philippe, pourrait monter sur le trône, en acceptant le drapeau tricolore. La République n'était alors envisagée que comme un régime temporaire.
Les monarchistes décident d'alors d'attendre la mort du comte de Chambord pour entreprendre une restauration et c'est ainsi que Thiers, devenu gênant pour la majorité monarchique est mis en minorité. Mac-Mahon est alors élu président à la suite de la démission de Thiers, le septennat présidentiel est voté, se basant sur l'espérance de vie du comte de Chambord. Sous la présidence de Mac Mahon, d'obédience légitimiste, la tendance est à l'ordre moral, fondé sur l'encouragement des valeurs religieuses. En effet, dès le lendemain de son élection, le 25 mai 1873, il prononce un discours à la Chambre, dans lequel il déclare : « Avec l’aide de Dieu, le dévouement de notre armée… et l’appui de tous les honnêtes gens, nous continuerons l’œuvre… du rétablissement de l’ordre moral de notre pays ». Les Légitimistes font ainsi décider par la loi du 24 juillet 1873 la construction d’une basilique dédiée au Sacré-Cœur de Jésus, sur la colline de Montmartre, en réparation de crimes de la Commune (la première pierre est posée en 1875 et l’édifice achevé en 1914 pour être consacré en 1919). Les pèlerinages de l’été 1873 marquent la force retrouvée de l’Église sur la société, pèlerinages auxquels de nombreux députés participent. Néanmoins, les orléanistes évitent de prendre part à ces manifestations et pour certains, deviennent de véritables républicains opportunistes. Cette politique ouvertement religieuse côtoie une politique farouchement antirépublicaine, qui sert à unir les monarchistes toujours divisés sur la restauration. La censure d'État frappe la presse républicaine, la commémoration du « 14 juillet » est interdite, les bustes de Marianne sont retirés des mairies dans le Midi rouge, les enterrements civils sont prohibés. Par ailleurs, l'importante loi de réforme administrative du 20 janvier 1874 donne au Chef de l'État et à ses préfets le droit de nommer les maires dans toutes les communes, mesure fort mal reçue dans les campagnes. Jean-Marie Mayeur explique que cette réforme importante a su rendre populaires les républicains, opposés à cette « loi des maires ». Les mesures maladroites et autoritaires de l'ordre moral ont préparé la victoire des républicains aux élections législatives de 1876.